# تکیه ارموت
آرموت تکیه دیلم ها ساکنین روستای آرموت هستند و به زبان دیلمی صحبت می‌کنند.

## جمعیت
این روستا در دهستان پایین طالقان قرار دارد و براساس سرشماری مرکز آمار ایران در سال ۱۳۸۵، جمعیت آن ۹۴ نفر (۲۶خانوار) بوده‌است.